# Miroslav Slepička
Miroslav Slepička, né le 10 novembre 1981 à Příbram en Tchécoslovaquie est un footballeur international tchèque.

## Clubs
- 2001-2002 : Marila Příbram  République tchèque
- 2002-2005 : FC Slovan Liberec  République tchèque
- 2005-déc 2008 : Sparta Prague  République tchèque
- Depuis déc 2008-2011 : Dinamo Zagreb  Croatie
  - janv.-juin 2011 : SpVgg Greuther Fürth  Allemagne (prêt)
- depuis 2011 : Sparta Prague  République tchèque

## Palmarès
- FC Slovan Liberec
  - Champion de Gambrinus Liga en 2002.
- AC Sparta Prague
  - Vainqueur de la Coupe de Tchéquie en 2006 et 2008.
- Dinamo Zagreb
  - Champion de 1.HNL en 2009, 2010 et 2011.
  - Vainqueur de la Coupe de Croatie en 2009.
  - Vainqueur de la Supercoupe de Croatie en 2010.